# فیزیک اتمی، مولکولی و نوری

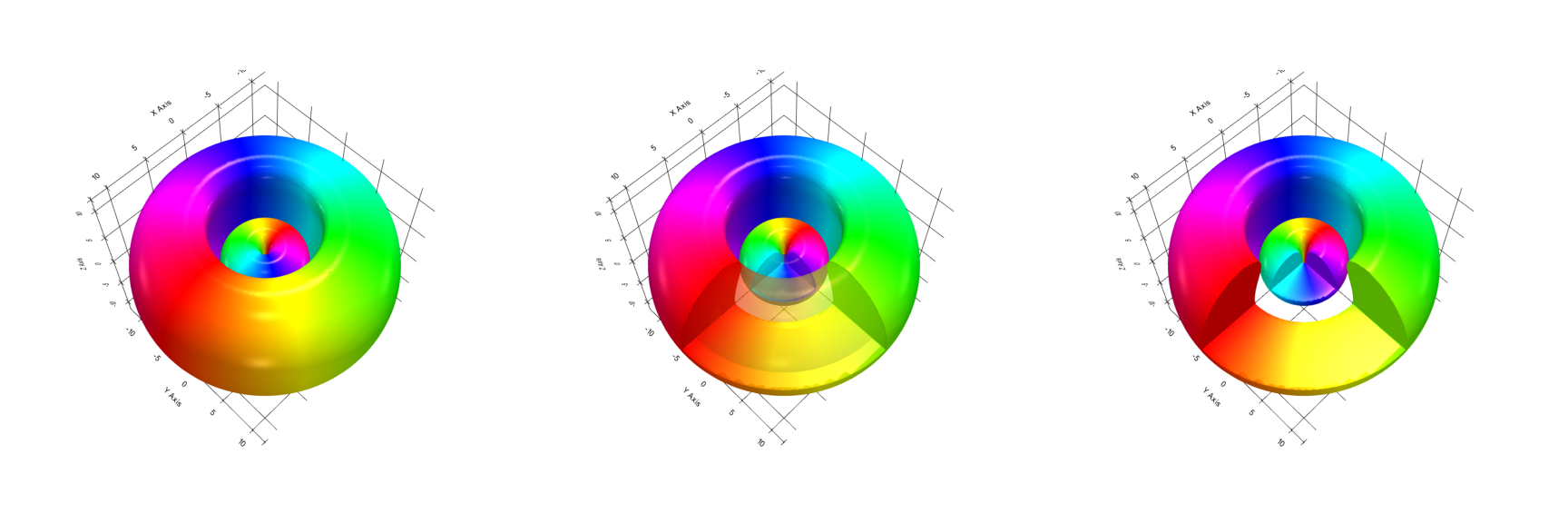
تصاویری از مولکول نوری و اتمی

فیزیک اتمی، مولکولی و نوری دانش بررسی اندرکنش ماده با ماده یا نور با ماده در مقیاس تک اتمی یا ساختارهای دربردارندهٔ چند اتم است. این سه زیرشاخه به خاطر رابطهٔ نزدیکشان، تشابه روش‌های مورد استفاده در مطالعهٔ آن‌ها و نزدیکی انرژی‌ها در یک گروه قرار می‌گیرند. هر سه زیرشاخه ممکن است در مقیاس بزرگ یا کوانتم بررسی شوند.

## فیزیک اتمی
فیزیک اتمی شاخه‌ای از فیزیک است که به بررسی اتم به‌عنوان یک سیستم منفرد و متشکل از الکترون‌ها و هسته می‌پردازد. با آنکه در زبان رایج دو اصطلاح «فیزیک اتمی» و «فیزیک هسته‌ای» مترادف شمارده می‌شوند، اما فیزیک‌دانان اصطلاح «فیزیک اتمی» را برای بررسی اتم به‌عنوان یک سیستم منفرد و «فیزیک هسته‌ای» را برای بررسی ساختمان هسته اتم بکار می‌برند.

## فیزیک مولکولی
فیزیک مولکولی دانش بررسی مولکول‌ها و پیوندهای شیمیایی بین اتم‌های است که آن‌ها را به هم می‌چسباند. مهمترین روش بررسی آزمایشگاهی آن زیرروش‌های گوناگون طیف‌نمایی است. این زیرشاخهٔ فیزیک رابطهٔ نزدیکی با فیزیک اتمی دارد و همپوشانی بسیاری با فیزیک نظری، فیزیک‌شیمی (physical chemistry) و شیمی‌فیزیک (chemical physics) دارد.

## فیزیک نوری (اپتیک)
نورشناخت که به آن اپتیک یا فیزیک نور نیز می‌گویند، شاخه‌ای از فیزیک است که به بررسی نور و خواص آن و برهمکنش آن با ماده می‌پردازد. در اپتیک از آینه‌ها و عدسی‌ها استفاده بسیار می‌شود. نمونه این استفاده‌ها را می‌توان در اپتیک آینه‌های چندلایه‌ای دید.